# Simon Ramsay (16e comte de Dalhousie)
Simon Ramsay, 16e comte de Dalhousie (17 octobre 1914 - 15 juillet 1999) est un homme politique, diplomate et pair britannique.

## Jeunesse et formation
Il est le deuxième fils d'Arthur Ramsay, 14e comte de Dalhousie, et de Lady Mary Heathcote-Drummond-Willoughby, sixième fille de Gilbert Heathcote-Drummond-Willoughby, 1er comte d'Ancaster.
Il fait ses études au Collège d'Eton et à Christ Church, à Oxford. Il sert dans le Black Watch pendant la Seconde Guerre mondiale, gagnant le grade de major, et reçoit la Croix militaire pour bravoure lors de l'invasion alliée de la Sicile. En 1950, il hérite du titre de comte de Dalhousie après la mort de son frère aîné, John Gilbert Ramsay, le 15e comte.

## Vie publique
En 1945, il est élu député unioniste du Forfarshire et le reste jusqu'en 1950, date à laquelle il devient comte de Dalhousie et chef du clan Ramsay à la mort de son frère. Entre 1946 et 1948, il est whip conservateur. Il est nommé gouverneur général de la Fédération de Rhodésie et du Nyassaland en 1957, et sert jusqu'en 1963 lorsque la fédération éclate, la Rhodésie du Nord et le Nyassaland devenant respectivement la Zambie et le Malawi indépendants, tandis que la Rhodésie du Sud revient à son statut de colonie autonome.
Il refuse de poursuivre sa mission avec le Colonial Service (en) après avoir été forcé de lire le controversé discours du Trône de 1963, préparé par Roy Welensky, qui est très critique de la politique du Premier ministre Harold Macmillan pour mettre progressivement fin au règne blanc dans la Fédération de Rhodésie et du Nyassaland. Peu de temps après, il quitte complètement la politique et se retire dans son domaine. Ironiquement, il n'aimait pas la politique et n'a jamais prononcé son premier discours à la Chambre des lords, ne prenant sa place qu'en 1978.
En 1953, il reçoit un diplôme honorifique de l'université Dalhousie en Nouvelle-Écosse, qui a été fondée en 1818 par le 9e comte. Il est lord-chambellan de la reine mère Elizabeth de 1965 à 1992, lord-lieutenant d'Angus de 1967 à 1989 et chancelier de l'université de Dundee de 1977 à 1992, l'institution nommant un bâtiment important en son honneur en septembre 2008.
Il est lieutenant de la Royal Company of Archers, garde du corps du monarque en Écosse et est créé chevalier de l'ordre du Chardon par la reine Élisabeth II en 1971.

## Famille
Lord Dalhousie épouse Margaret Stirling de Keir (décédée en 1997), fille du brigadier-général Archibald Stirling de Keir, un membre du Parlement et une petite-fille maternelle du 13e Lord Lovat, en juin 1940. Ils ont trois fils et deux filles. Son troisième enfant et fils aîné, James, hérite du titre à sa mort.
- Elizabeth Anne Ramsay (née le 16 septembre 1941), épouse Richard Lumley, 12e comte de Scarbrough, le 9 juillet 1970. Ils ont quatre enfants et une petite-fille.
- Sarah Mary Ramsay (née le 18 octobre 1945), épouse Sir John Chippendale Lindley Keswick le 23 avril 1966. Ils ont trois fils et cinq petits-enfants.
- James Ramsay (né le 17 janvier 1948), épouse Marilyn Butter le 3 octobre 1973. Ils ont trois enfants et cinq petits-fils :
  - Lorna Theresa Ramsay (née le 6 février 1975), épouse Fergus Lefebvre le 12 novembre 2005. Ils ont trois fils ;
  - Alice Magdalene Ramsay (née le 10 août 1977), mariée à Michael Dickinson. Ils ont un fils ;
  - Simon David Ramsay, Lord Ramsay (né le 18 avril 1981), épouse Kaitlin Kubinsky le 24 septembre 2016. Ils ont un fils.
- Anthony Ramsay (né le 2 mars 1949), épouse Georgina Astor le 3 novembre 1973, divorce en 1979. Ils ont un fils et un petit-fils. Il se remarie avec Vilma Salcedo en 1984. Ils ont deux filles :
  - Alexander Simon Ramsay (né le 12 janvier 1977), épouse Caroline Taylor. Ils ont un fils ;
  - Zoë Mary Ramsay (née en 1984) ;
  - Isabelle Ramsay (née en 1986) ;
- John Patrick Ramsay (né le 9 août 1952), épouse Louisa Jane d'Abo le 25 juillet 1981. Ils ont deux enfants :
  - Christopher Ramsay (né le 18 février 1984) ;
  - Lucy Emma Ramsay (née en 1985).